# Flexicurity
Flexicurity (fusione di flexibility di security) è un modello di stato sociale basato su una politica pro-attiva di gestione del mercato del lavoro. Il modello consiste di una combinazione di estrema facilità di assunzione e licenziamento per il datore di lavoro e consistenti ammortizzatori sociali per i lavoratori dipendenti. Il sistema venne implementato per la prima volta in Danimarca dal Primo Ministro socialdemocratico Poul Nyrup Rasmussen negli anni '90.
Il governo della Danimarca considera la flexicurity come un insieme di tre fattori: (1) flessibilità del mercato del lavoro, (2) sicurezza sociale e (3) una politica attiva del mercato del lavoro con diritti e obblighi per i disoccupati.
La Commissione europea considera la flexicurity come una strategia capace di aumentare contemporaneamente flessibilità e sicurezza sul mercato del lavoro, il tutto grazie ad accordi contrattuali flessibili e affidabili, strategie di apprendimento permanente, politiche attive per il mercato del lavoro e moderni sistemi di welfare in grado di garantire un sostegno al reddito durante le transizioni occupazionali.

## Storia

### In Danimarca
Il modello danese di flexicurity ha le sue radici nel diciannovesimo secolo, durante un compromesso del 1899, quando i negoziati tra imprenditori e sindacati gettarono le basi per uno stato di reciproco vantaggio, redditizio e sicuro.
Nel 1960 l'accordo fu rivisto stabilendo la libera associazione sindacale e la prerogativa manageriale di gestire i dipendenti, includendo la possibilità di assumere e licenziare in qualsiasi momento necessario con una minima interferenza dello Stato, il quale si dovrà concentrare prevalentemente all'"attivazione" dei lavoratori.
All'inizio degli anni '90 ad una nuova politica fiscale è stata associata la prima forma di politica attiva del mercato del lavoro (ALMP) con l'obbiettivo di ridurre la disoccupazione strutturale.
Le politiche attive per il mercato del lavoro introdotte si dividono principalmente in tre macro categorie:
- Centri per l'impiego, con lo scopo di aiutare i disoccupati informandoli sui posti vacanti, informandoli su come tenere buoni colloqui lavorativi e con la stesura di curriculum vitae.
- Programmi di formazione, per aiutare i disoccupati a migliorare le loro competenze professionali o ad acquisirne di nuove, migliorando quindi la loro occupabilità.
- Sussidi all'occupazione, nel settore pubblico e privato, con la creazione diretta di posti di lavoro a breve termine per i disoccupati in maniera da far accumulare esperienze pratiche e a prevenire l'atrofie delle competenze.

Queste politiche attive per il mercato del lavoro, diffusesi in qualche misura anche nel resto d'Europa, hanno reso in Danimarca la formazione e l'attivazione al lavoro un diritto-dovere.
Le indennità di disoccupazione e l'offerta di formazione che questo sistema comporta impongono un onere fiscale elevato, che secondo i dati del 2014 di Eurostat posizionano la Danimarca come il Paese con la tassazione più alta d'Europa (50,8% del Pil).
Con un regime fiscale progressivo gli oneri maggiori di questo sistema gravano sui membri più ricchi della società danese in favore dei redditi medio-bassi.
Tuttavia, ciò potrebbe essere in parte compensato dalla crescita della Danimarca ad alto rendimento che è accoppiato a bassi livelli di disoccupazione (2,8% nel 2008) e tassi di esclusione sociale altrettanto bassi. Negli ultimi anni, i danesi sono stati costantemente classificati come la nazione più felice sulla Terra, che è stata in parte attribuita a aspetti del modello di flessicurezza della Danimarca.

### Nella strategia europea per l'occupazione
Nell'approccio della Commissione europea, la flessicurezza punta a trovare il giusto equilibrio tra accordi di lavoro flessibili e transizioni sicure tra posti di lavoro, in modo da creare maggiori e migliori posti di lavoro.
L'idea è che flessibilità e sicurezza non dovrebbero essere viste come opposte ma come complementari. La flessibilità riguarda lo sviluppo di organizzazioni di lavoro flessibili in cui le persone possano combinare le loro responsabilità lavorative e private; dove possono tenere aggiornate le loro competenze; e dove possono avere orari flessibili adatti alla richiesta dei mercati e alle esigenze personali.
La flexicurity è vista anche come un modo per preservare il modello sociale europeo, mantenendo e migliorando la competitività dell'Unione Europea. Inoltre la flexicurity è vista come una strategia per rendere i mercati del lavoro significativamente più inclusivi in alcuni dei paesi europei, affrontando così la segmentazione del mercato del lavoro che tendenzialmente solidifica posizioni di lavoro già stabili marginalizzando disoccupati e precari. La rilevanza della flessicurezza per affrontare le moderne sfide del mercato del lavoro è stata riconosciuta anche dai rappresentanti delle parti sociali a livello europeo transnazionale, dalla confederazione europea dei sindacati e da BusinessEurope.
Per queste ragioni la flexicurity è stata adottata nella strategia di Lisbona per l'occupazione e la crescita europea, invitando gli Stati membri a "...promuovere la flessibilità combinata con la sicurezza dell'occupazione riducendo la segmentazione del mercato del lavoro e tenendo debitamente conto del ruolo delle parti sociali ".

## Critica
La flexicurity è stata criticata come "una combinazione puramente linguistica di opposti che può essere applicata virtualmente a qualsiasi combinazione di politiche".